# Schizachyrium ruderale
Schizachyrium ruderale là một loài thực vật có hoa trong họ Hòa thảo. Loài này được Clayton miêu tả khoa học đầu tiên năm 1965.